# Carlos Carvento
Carlos Carvento (Córdoba, 1995), conocido simplemente como Carvento o La Carvento, es un bailarín, coreógrafo de danza clásica y contemporánea, y artista drag español. Su estética artística y activismo se basa en la reivindicación de las tradiciones populares andalucistas, y la reapropiación de estas simbologías, como la colpa, el flamenco o las romerías, para su militancia política dentro del movimiento LGBTIQ+.

## Carrera
En 2019 fue el centro de una polémica después de que la red social Instagram censurara una de sus publicaciones, en la que aparecía vestido con una mantilla, en un vídeo en el que paseaba por la Mezquita Mayor de Granada mientras reivindicaba el derecho de los «maricones» a  vivir de igual manera que el resto de personas la Semana Santa.
En junio de 2022 se desempeñó como pregonero del orgullo LGBT de Córdoba, leyendo un manifiesto junto con diversas asociaciones LGBT de la ciudad, y actuando ese mismo día como performer. Ese mismo año, estrenó su proyecto Maricón de España, puesta en valor del movimiento marica, que empezó como trabajo de fin de grado en 2018 para el Conservatorio Superior de Danza de Madrid.
Como escritor trabajó en el libro Flores para Lola: una mirada queer y feminista sobre la faraona, de Carlos Barea, una obra publicada en 2023 por la editorial Dos Bigotes que analiza la historia de la copla y el transformismo español desde una perspectiva feminista y queer, escribiendo el texto Las otras Lola, que forma parte de la obra y que analiza la historia de las transformistas imitadoras de Lola Flores.
Forma parte del colectivo drag andaluz Las Niñas, iniciado en 2018, del que también forman o han formado parte reconocidas artistas de la escena española como Rosario Molina, La Sussi, Belial, Pakita o Samantha Hudson. En 2021, Las Niñas, conjuntamente con el colectivo Lolailo, lograron llevar la estética de la diva coplera y el folcore andaluz a Madrid; realizaron una presentación en el Museo Reina Sofía. 
En 2025 acudió como invitado junto con Roberto Aragón al pódcast Sabor a Queer, de David Velduque, en un episodio dedicado a la copla y su historia con el colectivo LGBT.

## Vida personal
Carlos se identifica como una persona de género no binario.